# Franc Hvasti
Franc Hvasti, slovenski kolesar in trener, * 16. januar 1944, † november 2023.
Hvasti je svojo kariero začel kot mladinec Kolesarskega kluba Mladost Kranj. Leta 1963 je še kot mladinec osvojil naslov slovenskega prvaka, osem sezon je bil član jugoslovanske reprezentance, leta 1968 pa je osvojil tudi naslov jugoslovanskega prvaka. V letih 1968, 1971 in 1973 je zmagal na dirki za Veliko nagrado Kranja, dosegel pa je še več etapnih zmag na dirkah po Jugoslaviji. Leta 1971 je na Svetovnem amaterskem prvenstvu v Angliji osvojil drugo mesto.
Med letoma 1972 in 1987 je bil trener Kolesarskega kluba Sava Kranj, ki je pod njegovim vodstvom postal vodilni jugoslovanski kolesarski klub z naslovi državnega prvaka v vseh starostnih kategorijah. Kot trener jugoslovanske reprezentance je dosegal zmage na Balkanskih prvenstvih, Sredozemskih igrah, Dirki po Jugoslaviji in Dirki po Avstriji. Deloval je tudi kot zvezni trener avstrijske reprezentance, od leta 1992 pa je bil direktor kluba Sava Kranj.
Leta 1983 je bil prejemnik Bloudkove plakete »za tekmovalne in trenerske dosežke v kolesarstvu«.